# Vito LoGrasso
Vito LoGrasso (* 18. Juni 1969 in Staten Island, New York), auch bekannt als Big Vito oder einfach Vito, ist ein US-amerikanischer Wrestler, der für die WWE, WCW, ECW und TNA gearbeitet hat.

## Karriere
LoGrasso wuchs in Brooklyn, New York auf und war bereits als Kind ein großer Wrestlingfan. Er idolisierte Bruno Sammartino und wollte selbst den Beruf des Wrestlers ergreifen. Schließlich begann er 1991 bei Johnny Rodz in Brooklyn mit dem Training. Er verbrachte acht Jahre damit, in kleineren Ligen auf allen Kontinenten anzutreten, um seinem großen Ziel, dem Engagement bei einer großen Liga, näher zu kommen.
1998 bekam er eine Chance bei Extreme Championship Wrestling. Bei dieser Liga machte er sich einen Namen als Skull Von Krush. Später bekam er den Namen Vito „The Skull“ LoGrasso und wurde Mitglied des Stables Da Baldies, welches aus P.N. News, Tony DeVito, Spanish Angel, Redd Dogg und Vic Grimes bestand.
1999 verließ LoGrasso die ECW und ging zu World Championship Wrestling (WCW), wo er als Big Vito auftretend, sowohl den Titel der WCW Hardcore Championship, als auch mit seinem Partner Johnny The Bull, die WCW World Tag Team Championship gewinnen konnte. Nachdem die WCW durch die World Wrestling Federation (heute WWE) übernommen worden war, war LoGrasso eine Zeit lang in unabhängigen Ligen tätig, ehe er 2004 zu Total Nonstop Action Wrestling ging.
Bei TNA bildete LoGrasso zusammen mit Glenn Gilberti, Trinity und Johnny Swinger die New York Connection. Seine einzige Fehde war mit Pat Kenney, da er 2005 TNA schon wieder verließ und einen Vertrag bei der WWE unterschrieb.
Bei der WWE gab er sein Debüt am 6. August in der B-Show Velocity. Dort half er Nunzio, die WWE Cruiserweight Championship zu gewinnen. Schließlich bildete man das Tag Team F.B.I. (Full Blooded Italians) mit den beiden. Nach einer Fehde gegen Gregory Helms trennte sich das Team 2006 wieder.
LoGrasso bekam anschließend das Gimmick eines Transmenschen, war aber ab 2007 nur noch für die WWE-Entlwicklungsliga Deep South Wrestling aktiv. Dort gewann er den DSW Heavyweight Championship und vollzog erneut einen Gimmick-Wechsel. Im Mai 2007 wurde er von der WWE entlassen.
Heute tritt LoGrasso auf unabhängiger Ebene weiterhin als Wrestler an.

## Championtitel und Auszeichnungen
- Ohio Valley Wrestling
  - 1× OVW Southern Tag Team Champion (mit Guido as the Andretti Express)

- Deep South Wrestling
  - 1× DSW Heavyweight Champion

- World Championship Wrestling
  - 1× WCW Hardcore Champion
  - 2× WCW World Tag Team Champion (mit Johnny the Bull)

- Andere

- - 1× EWP Iron Man Championship
  - 1× IWA Puerto Rico Intercontinental Titel